# Castlevania Legends
 (octobre 2019).
Si vous disposez d'ouvrages ou d'articles de référence ou si vous connaissez des sites web de qualité traitant du thème abordé ici, merci de compléter l'article en donnant les références utiles à sa vérifiabilité et en les liant à la section « Notes et références ».
Castlevania Legends est un jeu vidéo d'action et de plates-formes sorti en 1997 sur Game Boy. Le jeu a été développé par Konami / KCE Nagoya. Sorti tardivement (novembre 1997 au Japon et en Europe et aux États-Unis le même jour en décembre 1997). Il a été vendu en version européenne, américaine et japonaise. L'Europe a  connu ensuite deux rééditions (janvier 1998 et février 1998). La distribution fut assurée par Konami dans toute l'Europe, hormis pour l'Italie qui a vu le jeu distribué par Gig.

## Histoire
En 1450, un homme pactisa avec le Diable pour devenir immortel et conquérir le monde. Devenu un puissant vampire, il invoqua des démons de l'Enfer, qu'il envoya envahir l'Europe. Cet homme était Dracula.
Sonia Belmont, unique représentante de la maison Belmont, part à l'assaut du château de Dracula et affronter ce dernier. Mais sur le chemin, elle tombe sur Alucard, le fils du vampire. Il l'ordonne de ne pas aller plus loin et de le laisser régler cette affaire avec son père. Mais Sonia refuse, arguant que c'est son devoir de Belmont. Alucard se résout alors à tester la force de Sonia en combat, et en sort convaincu de la capacité de son adversaire. Il disparaît, non sans avoir souhaité bonne chance à Sonia.
La guerrière arrive finalement à Dracula. Ce dernier se montre impressionné de voir un humain lui faire face pour la première fois. Sonia le confronte sur ses actes génocidaires, mais le vampire se justifie en prétextant que c'est ce que voudrait l'humanité, tout du moins la partie sombre qu'il prétend incarner. Le combat s'engage entre les deux adversaires, Sonia en sortant victorieuse. Mais Dracula lui assure que ce n'est pas fini car, tant que des gens comme elle seront là, le mal ne cessera de revenir, encore et encore.
Quelque temps après sa victoire, Sonia donne naissance à un petit garçon,  Trevor Belmont Ralph , l'un des héros de CastleVania Dracula's Curse.